# Větrný mlýn (Lazníčky)
Větrný mlýn holandského typu se nachází v obci Lazníčky u osady Švrčov, v okrese Přerov. Stavba je bez památkové ochrany.

## Hstorie
Větrný mlýn stojí na plochém návrší v nadmořské výšce 330 m východně od obce. Byl postaven v letech 1863–1865. V šedesátých letech 20. století byl mlýn prodán do soukromých rukou a následně upraven pro rekreační účely.  

## Popis
Větrný mlýn byla trojpodlažní zděná stavba z lomového kamene na kruhovém půdorysu, zděná částmá tvar komolého kužele. Mlýn je asi 12 m vysoký s průměrem 7 m, z toho zděná část je 7,5 m vysoká. Síla zdí je 1,35 m do nichž byly prolomeny pravoúhlé vstupy (dnes je jeden z nich částečně zazděn). Na zděnou část je postavena dřevěná nástavba s kuželovou střechou krytou plechem.